# Неголономная система
Неголономная система — механическая система, на которую, кроме геометрических, накладываются и кинематические связи, которые нельзя свести к геометрическим (их называют неголономными). Математически неголономные связи выражаются неинтегрируемыми уравнениями. Движение неголономной системы описывается с помощью специальных уравнений движения (уравнения Чаплыгина, Аппеля, Маджи) или уравнений движения, получаемых из вариационных принципов.

## Пример
Две материальные точки в плоскости {\displaystyle z=0} соединены стержнем постоянной длины {\displaystyle l} и могут двигаться только так, чтобы скорость середины стержня была направлена вдоль стержня (движение конька по плоскому катку).
Для этой системы механические связи аналитически записываются уравнениями
{\displaystyle z_{1}=z_{2}=0,}
{\displaystyle (x_{1}-x_{2})^{2}+(y_{1}-y_{2})^{2}=l^{2},}
{\displaystyle (y_{2}-y_{1})({\dot {x}}_{1}+{\dot {x}}_{2})-(x_{2}-x_{1})({\dot {y}}_{1}+{\dot {y}}_{2})=0.}
Последняя связь является дифференциальной (кинематической), причём неинтегрируемой, поэтому система не является голономной.